# Hokkaido Museum

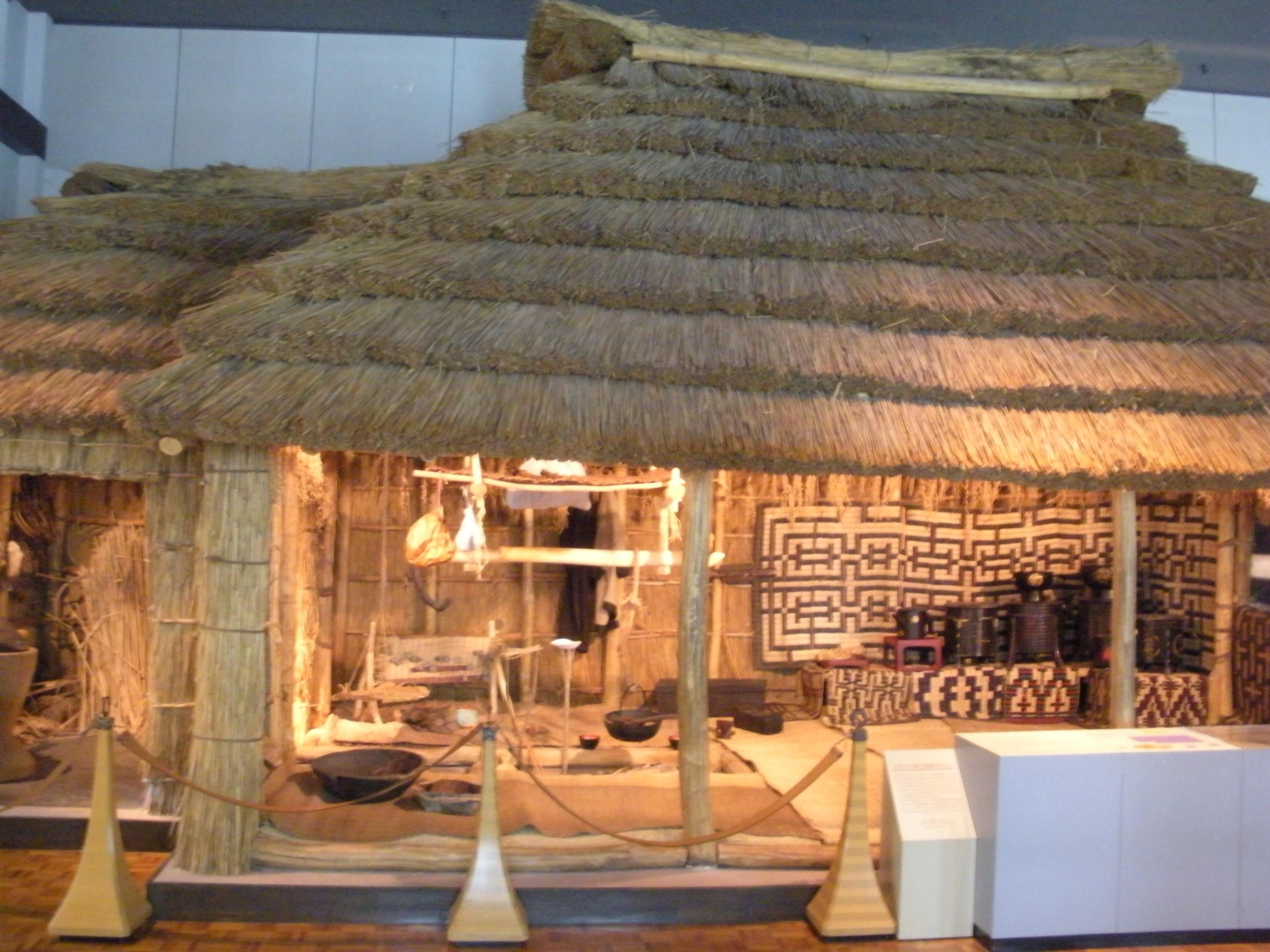
Traditionellt ainuhus

Hokkaido Museum (japanska: 北海道博物館, Hokkaidō Hakubutsukan) är ett japanskt historiskt, naturhistoriskt och kulturhistoriskt museum i Sapporo på Hokkaidō, som invigdes 2015. Det ligger i Nopporo Shinrin Kōen Prefectural Natural Park. Det är också känt under namnet Mori-no-Charenga och omfattar och ersätter Hokkaidos historiska museum, som öppnade 1971, och Hokkaido Ainu Culture Research Centre, som öppnade 1994.